# Дика сфера

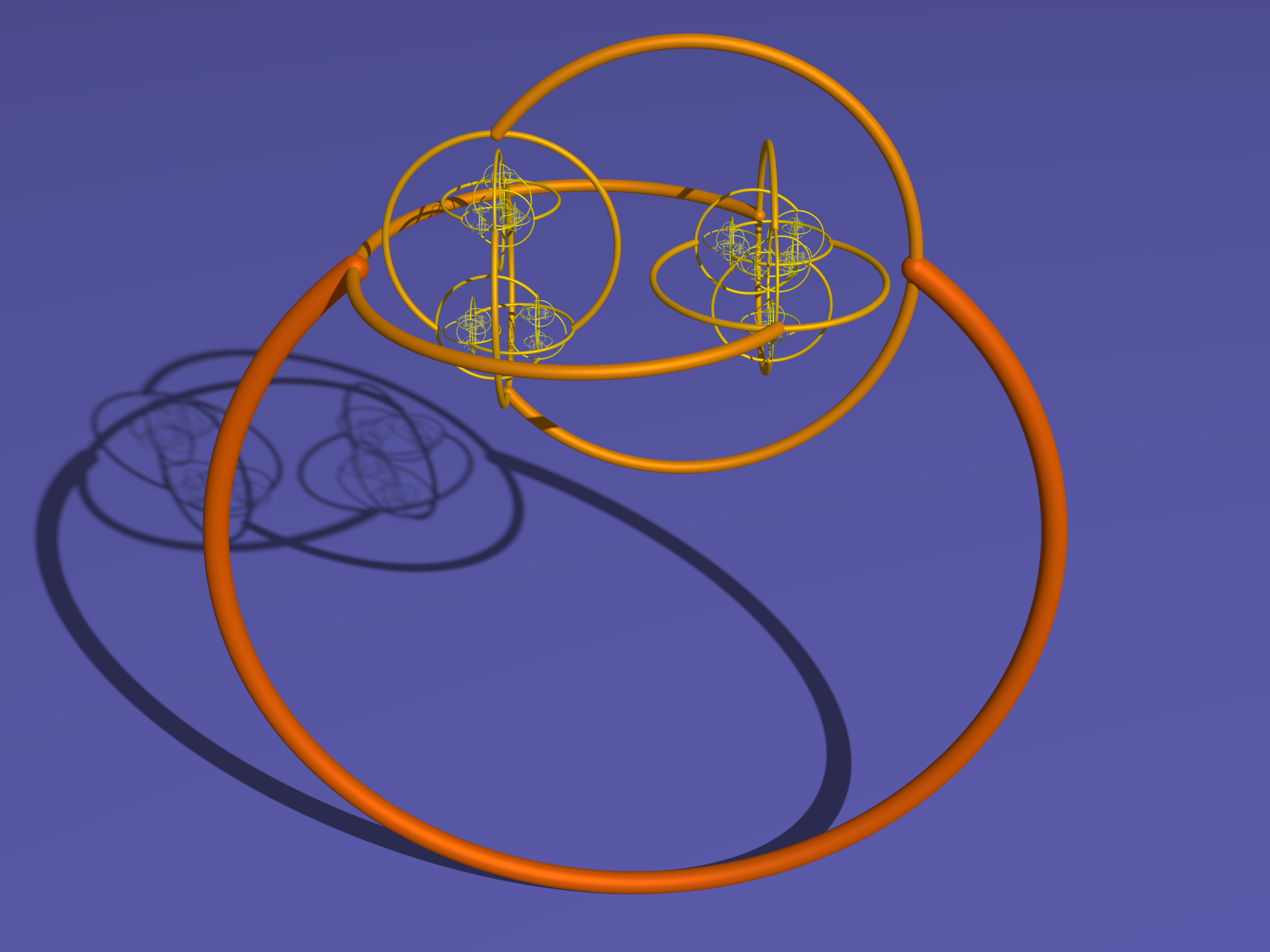
Рогата сфера Александера — перший приклад дикої сфери.

Дика сфера — замкнений многовид у евклідовому просторі {\displaystyle \mathbb {E} ^{3}}, отриманий диким вкладенням сфери {\displaystyle \mathbb {S} ^{2}} у {\displaystyle \mathbb {E} ^{3}}.

## Приклади
- Дикою сферою є сума двох дисків зі спільним краєм, що є диким вузлом.
- Перший приклад дикої сфери — так звана «рогата сфера Александера» — обмежена область, не гомеоморфна {\displaystyle \mathbb {E} ^{3}}.